# 팔호사건
팔호사건(八戸事件)은 1867년 1월에 청나라 광저우시의 신문인 「중외신문」에 게재된 팔호순숙(八戸順叔)이라는 홍콩 거주 일본인이 기고한 정한론 기사를 계기로 일본, 조선, 청나라 사이의 외교 관계가 악화된 사건이다.
정한론은 막말의 요시다 쇼인이나 가쓰 가이슈등에게서 그 맹아를 볼 수 있지만, 현실의 외교 문제로 비화한 것은 팔호사건이 처음이다 또한 이 사건은 그 후에도 10년 가까이 여파가 이어졌으며 운요호 사건에서의 양국 간 협상에까지 영향을 미쳤다.

## 사건 발생

### 충격의 신문 기사
1867년 1월 17일 청나라 광저우에서 발행한 중외신문『中外新聞』에 영국령 홍콩에 사는 팔호순숙이라는 일본인이 정한론 관련 기사를 기고했다. 에도 막부는 군비를 서양화하여 조선을 정벌하려는 중이라는 기사였다. 외국인이 개항장에서 발행하는 신문 내용은 상하이시의 남양통상대신(南洋通商大臣)과 톈진시의 북양통상대신(北洋通商大臣) 등에게 매월 보고되고 있었으며 담당자는 총리각국사무아문(이하 총리아문)이었다. 이 기사도 변리오구(弁理五口) 통상사무대신이나 총리아문에게까지 보고되었다. 총세무사(総税務司) 로버트 하트에게도 상세하게 알려졌다.
이 정보를 받고 1867년 3월 20일 공친왕 혁흔이 동치제에게 기사 내용과 함께 보고했다. 예부(礼部)를 통해 조선에 비밀리에 조사자를 보내야 하며 실정을 조사시켜야 한다는 제안과 함께였다. 이 상주는 즉시 승인되어 당시 청나라에 머물던 조선의 동지사(冬至使)에게 예부의 자문(외교문서)가 발부되었다. 이 동지사 일행은 다음달에 바로 조선에 귀국했고 정한론에 관한 팔호순숙 기사 내용을 조선 정부측도 알게되었다. .

### 기사 내용
해당 기사의 내용은
일본은 군제를 개혁하여 신형 병기와 군함을 구입, 제조중이며 이미 화륜병선(火輪兵船) 80척을 확보했다. 또한 12~22세의 우수한 젊은이 14명을 선발해 런던에 파견했다. 유학생들은 서양식 머리를 하고 유럽식 군복을 입었으며 영어도 정통했다. 또 에도 정부는 독리선무장군(督理船務将軍) 나카하마 만지로를 상하이에 파견하여 화륜병선을 건조시키고 이미 귀국했다. 막부는 260명의 제후를 에도로 결집시켜 조선을 정벌하려는 중이다. 일본이 조선을 정벌하려고 하는 것은 조선이 5년에 1회 시행하던 조공을 폐지한지 이미 오래이기 때문이다.
정도의 내용이었다. 이후 다시 서술하겠지만 이 기사의 내용은 대부분 잘못된 것이며 고의로 외교마찰을 만들려는 것이었다. 이 팔호순숙이라는 인물이 왜 이런 근거없는 내용을 신문에 투고했는지 이유는 모른다.

## 관련국가들의 정황
팔호사건 앞뒤로 조선, 청, 일본 각국의 외교관계를 개관하여 신문기사에 대한 반응까지의 배경을 서술한다.

### 조선: 대원군의 배외정책

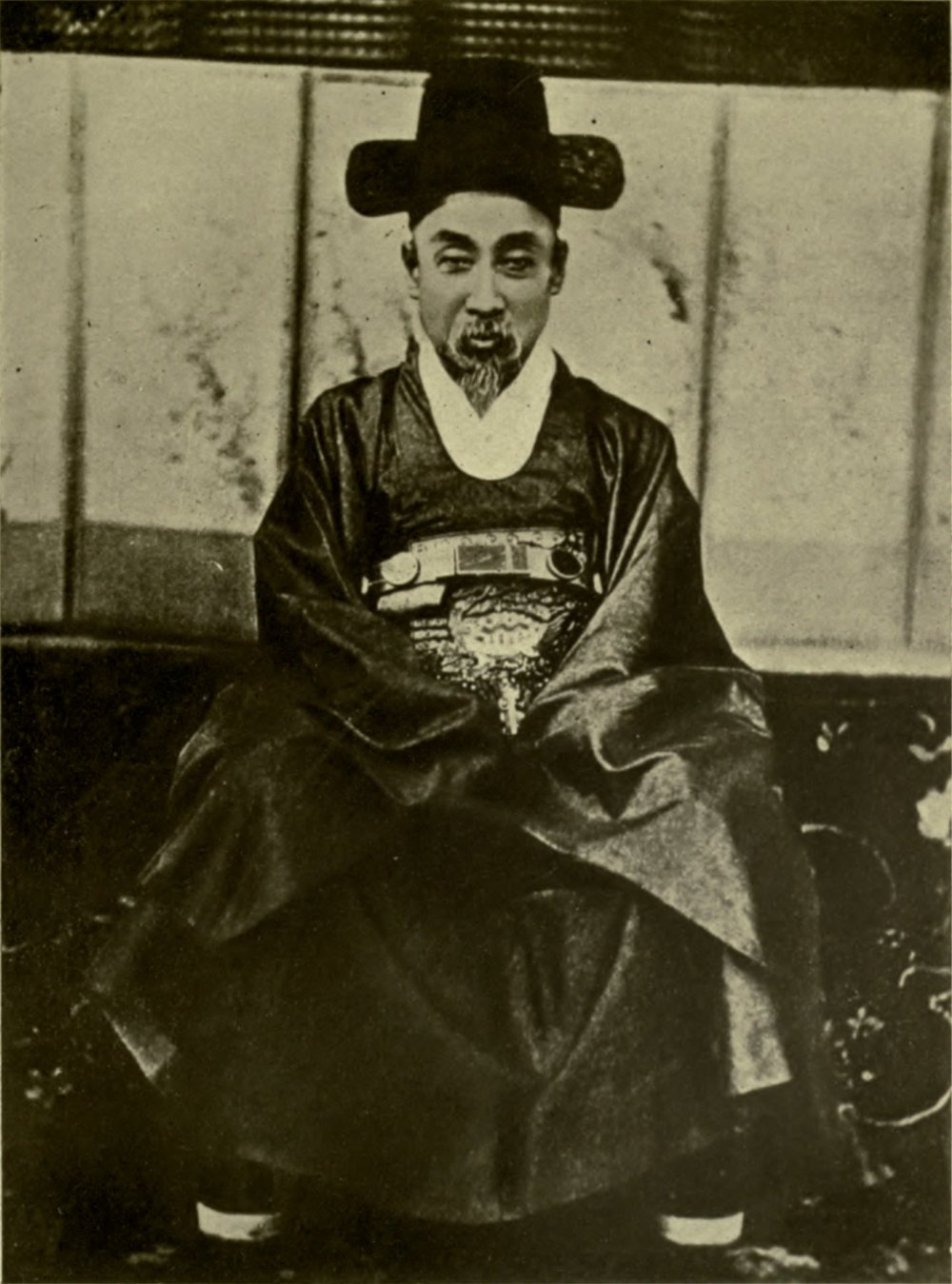
흥선대원군

조선은 건국 이래 사대교린을 외교정책으로 삼았고, 명청 교체후엔 만주족 왕조인 청나라와 관계를 맺어왔다. 일본과는 임진왜란 이후 관계가 단절되었으나 도쿠가와 막부 성립 이후 쓰시마 번을 통해 이전에 사례가 있었던 조선 통신사의 부활을 타진 해왔다. 조선측은 부산에 왜관을 설치하여 쓰시마 번사의 체재를 허용하고 쇼군 취임을 축하한다는 명목으로 통신사를 파견하게 되었다. 그러나 사절단을 대접하는 막부와 여러 번들의 경제적 부담이 점차 무거워지자 1787년 도쿠가와 이에나리의 취임 때에는 로주 마쓰다이라 사다노부가 경비절감을 위해 사절단 맞이를 에도가 아닌 쓰시마 수행하는 안(「易地聘礼」)이 제안되었다. 이에 조선은 난색을 표하자 통신사 파견이 20년 이상 지연되었고 그 이후 통신사 파견은 중단되었다.
팔호사건이 발생한 시기 조선에서는 외세배척운동이 정점에 이르렀다. 당시 고종은 어렸기 때문에 아버지 흥선대원군이 섭정으로 나라를 다스리던 중이었으며 대원군은 1864년 청나라를 제외한 다른 나라와의 무역을 금지시켰다. .
1866년 2월 대원군 정권은 프랑스인 선교사와 조선인 천주교도를 대규모로 탄압했고(병인박해 ) 그 보복으로 10월엔 프랑스 극동 함대가 강화도에 침입해 점령하여 한강 하구를 봉쇄하였으나 조선측의 반격으로 철수하는 사건이 있었다.(병인양요) 또 이와는 별개로 8월에는 미국의 무장상선인 제너럴 셔면 호가 대동강을 거슬러오르다 돌아가는 길에 좌초했을 때 조선인들의 공격을 받아 선원 전원이 죽기도 했다.(제너럴셔먼호 사건)
이런 상황속에서 귀국한 동지사들이 팔호순숙의 기사와 함께 청나라 예부의 자문을 가져온 것이다. 그 자문에는 미국 군함 워추셋(Wachusett) 호가 제너럴 셔면 호 사건의 조사를 위해 파견될 예정이며 미국, 영국, 프랑스가 조선에 통상조약을 요구할 예정이고 병인양요에서 프랑스군이 철수한 것은 기상악화를 피하기 위한 것일 뿐 봄에 다시 공격해올 것이다, 그리고 그 즈음 일본도 출병을 준비중이다 등의 정보가 담겨있었다. 프랑스, 미국과의 분쟁이 이미 있는 상태에서 일본의 공격가능성까지 전해지자 조선 정부는 위기감을 크게 느꼈고 대원군은 대책을 세워야한다는 압박을 받게되었다.

### 청나라: 양무파의 자강운동
19세기 중엽 두번에 걸친 아편 전쟁에서 패한 청나라는 유럽 열강의 군사적 우위에 직면했다. 근대화의 필요성을 느끼고 있었던 증국번, 이홍장의 양무파는 1860년대부터 중체서용론에 근거한 양무운동을 시작했다. 1850년대에 개국한 일본은 무기 함선의 구매, 제조와 유학생 파견 등 자강 정책을 추진하고 있어 본받아야 한다는 견해와 명나라때 경험한 왜구와 임진왜란이라는 이미지가 남아 청나라의 미래에 위협이 된다는 두가지 견해가 같이 있었다. .
아편전쟁 이후 체결한 난징 조약, 베이징 조약 등에 근거해 광저우 하나에서만 무역을 하던 이전의 광동 체제에서 상하이 등이 추가 개항되자 새로운 무역체계를 만들기 위해 청나라는 1861년에 총리각국사무아문을 설치했다. 일본도 1862년 막부가 함선 센자이마루(千歳丸)를 보내어 네덜란드 영사관을 통해 청나라와 협상을 시작했다. 그러나 청나라는 일본을 서구와 같은 협상대상국으로 보지 않았으며 두번에 걸친 교섭도 결렬되었다.

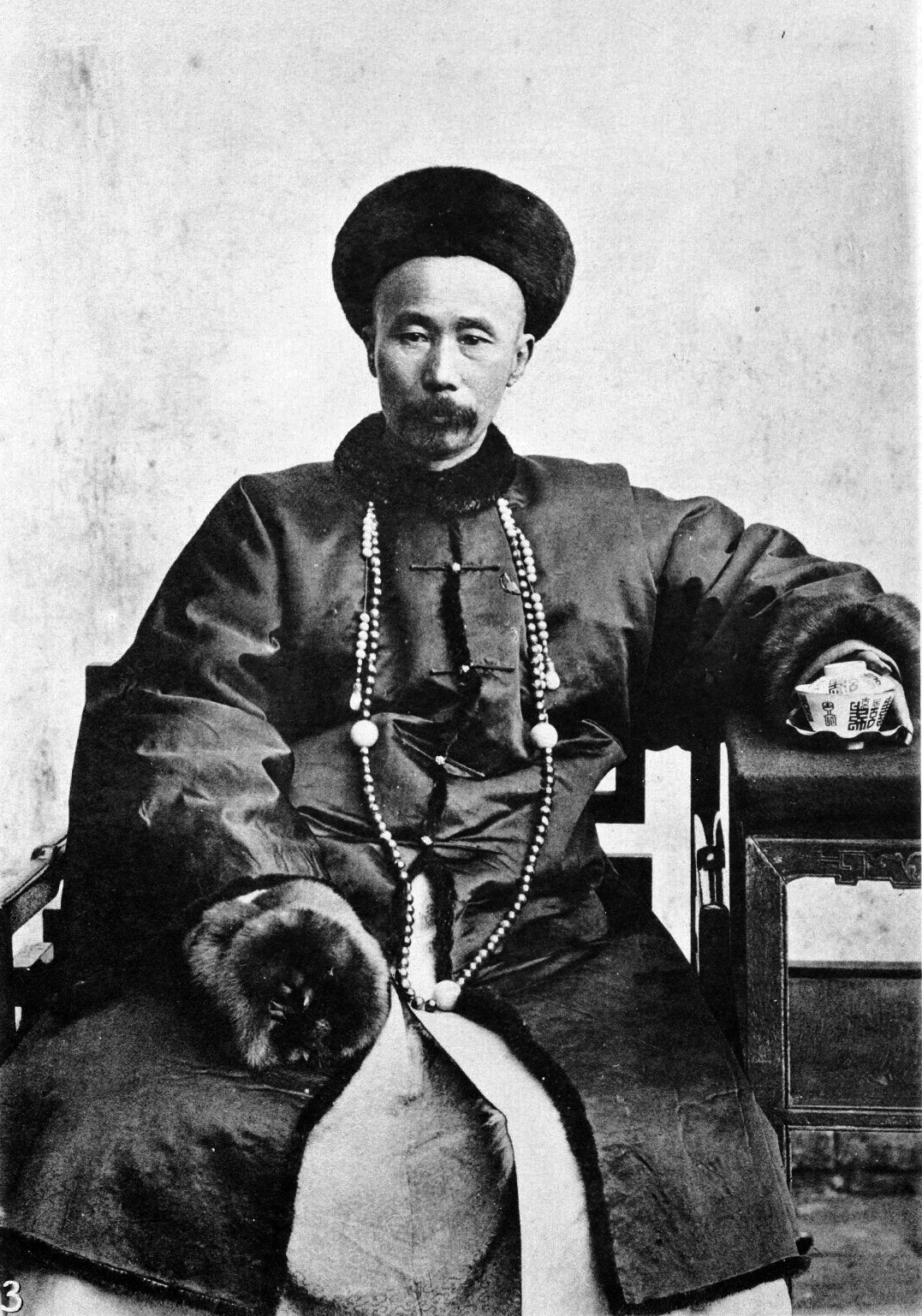
이홍장

양무파의 중심에 있는 이홍장은 일본인과 만난 적은 없었으나 1864년 총리아문에 보낸 편지에서 서양식 무기 제조의 필요성을 말하며 일본의 위협도 언급하였다. 이홍장은 서양에선 무기제조가 일종의 생존학[「身心性命の学」]에 가깝다며 중국도 이에 따라야 한다는 주장을 하며 일본을 언급하였다. .
영국과 프랑스는 일본을 쥐어짰기 때문에[苛斂誅求] 일본의 군신은 분개하여 자식들을 뽑아 서양의 무기공장에 유학보내 각종 기술을 배우고 제조기계를 구입하여 무기 국산화를 시도중이다. 이미 증기선을 다룰 수 있고 포탄 생산도 가능하다. 영국이 일본을 무력으로 위협했지만 일본도 우수한 무기를 보유하여 더 압박하지 못한 경우도 있다. 일본은 명대엔 왜구였으며 서양에선 멀지만 중국과는 가깝다. 만약 중국이 자강하면 일본은 우리편이 되어 서양에 대항할지도 모르지만, 자강하지 못하면 일본은 서양에 붙어 중국 침략에 참여할 것이다. 일본은 소국이지만 시세에 따라 열심히 국가의 방향을 바꿔나갔다. 중국도 일본을 따라 변혁해야한다.
이처럼 청의 지도자 이홍장은 일본 자강의 성과를 인정함과 동시에 경계심도 가지고있다. 그와중에 일본이 조선공격계획 신문기사가 나온 것이고 일본 위협이 현실로 드러난 것이다. 조선은 청나라에 종속되어있는데 그것을 노리는 일본은 당연히 경계의 대상이다. 게다가 조선에서는 프랑스와의 충돌, 미국과의 충돌이 벌어지고 있었다. 조선은 제너럴 셔먼호에 관한 내용을 보고하면서 영국 선박으로 오인했고, 청나라는 미국 공사관으로부터 이미 제너럴 셔먼호의 행방불명에 대한 문의를 받은 상태였다. 총리아문은 조선이 프랑스에 이어 미국, 영국과도 충돌하지 않을까 두려워했다. 팔호순숙의 기사는 이런 상황에서 게재된 것이다.
총리아문은 팔호순숙 기사가 사실이라면 프랑스, 미국, 영국보다 일본이 청나라(와 조선)에 중대한 위협이 될 것이라 판단했다. 일본이 조선을 점령하면 유럽의 위협에 비해 훨씬 가까운 위협이 되기 때문이다. 총리아문은 팔호순숙 기사가 현실화될 수 있음을 고려하여 예부를 통해 조선에 자문을 보내면서 신문기사 5건을 함께 보냈으며 실상 조사를 하겠다는 내용을 상주했다. 그러나 청나라는 일본이 조공국도 아니고 서로 국교가 없는 상태여서 딱히 별다른 조치를 취할만한 것이 없었다.
원래 1861년 총리아문이 설치된 계기는 러시아 제국의 영토위협에 대응하기 위해서였지만 1870년대 해방론(海防)을 거치면서 일본 역시 청나라의 주적이라는 인식이 생겼다. 이 인식은 운요호 사건과 일본의 류큐 처분 등을 보면서 강화되지만 팔호사건은 그 단초가 된 것이다. .

### 일본: 막말의 혼란
일본은 에도 시대 내내 쇄국정책을 유지하였으며 류큐, 조선 이외에는 국교가 없었다. 청나라와는 공식관계가 없었고 나가사키의 도진야시키를 통해 제한적 무역이 있을 뿐이었다. 조선과는 쇼군 교체시마다 조선 통신사가 파견되는 관계였다.
1854년 미일화친조약으로 쇄국은 끝나고 서구와의 조약을 통해 세계체제로 진입하게 된다. 그중 확실하게 움직이기 시작한 것은 구미에서 지식을 얻고 군비를 강화하려는 시도였다. 하지만 당시 팔호순숙 기사와 같은 조선정벌계획은 없었고 기사에서 언급한 당시의 사실관계도 부정확하다. 하지만 모두 허위는 아니며 어느정도 사실을 반영하기도 했다.
에도 막부의 군제 개혁
막부는 1862년 분큐 개혁때 서양식 병제의 도입을 시도하였으며, 또한 1867년 나폴레옹 3세가 파견한 프랑스 군사고문단의 지도에 따라 육군병제 개혁을 진행했다. 그러나 기사가 나온 1866년말 시점에선 아직 개혁의 성과가 나오지 않았다. 막부는 여러 번들과 조슈번을 쳤지만 연패를 당해 결국 실패했을 정도였다.(조슈 정벌)
무기와 군함을 구입, 제조
막부와 여러 번들도 영국 프랑스 미국 등에게서 무기와 군함을 구입했다. 그러나 대부분은 서양식 범선이나 수송선이었으며 증기 군함은 막부조차 반류마루, 조요마루 등 10척 이하였다. 사쓰마번, 조슈번 등의 함선을 모두 모아도 기사에서 언급한 80척과는 거리가 있다. 국산화 역시 이시카와 섬 조선소에서 건조한 치요다가타(千代田形)가 1866년에 만들어졌을 뿐이고 양산과는 전혀 관계가 없었다.
런던에 젊은이 14명을 유학시킨 것
기사대로 막부는 1866년에 영국에 유학생을 파견했다. 하야시 다다스, 나카무라 마사나오, 기쿠치 다이로쿠 등 14인으로 반쇼시라베쇼 등에서 영어를 배우고 있던 사람도 있고 정확한 내용이다.
나카하마 만지로를 파견하여 선박 구입
나카하마 만지로는 1853년 하타모토로 봉해져 막신이 되었다. 기사와 같은 독리선무장군과 같은 직함은 없었다. 그는 기사대로 1866년 도사번의 고토 쇼지로, 영국 상인 토머스 블레이크 글로버와 함께 상하이에 가서 군함을 조달했다. 기사처럼 상하이에서 건조한 것은 아니고 영국 선박을 구입한 것이며 막부 소유가 아니고 토사번의 배(夕顔丸)였다.

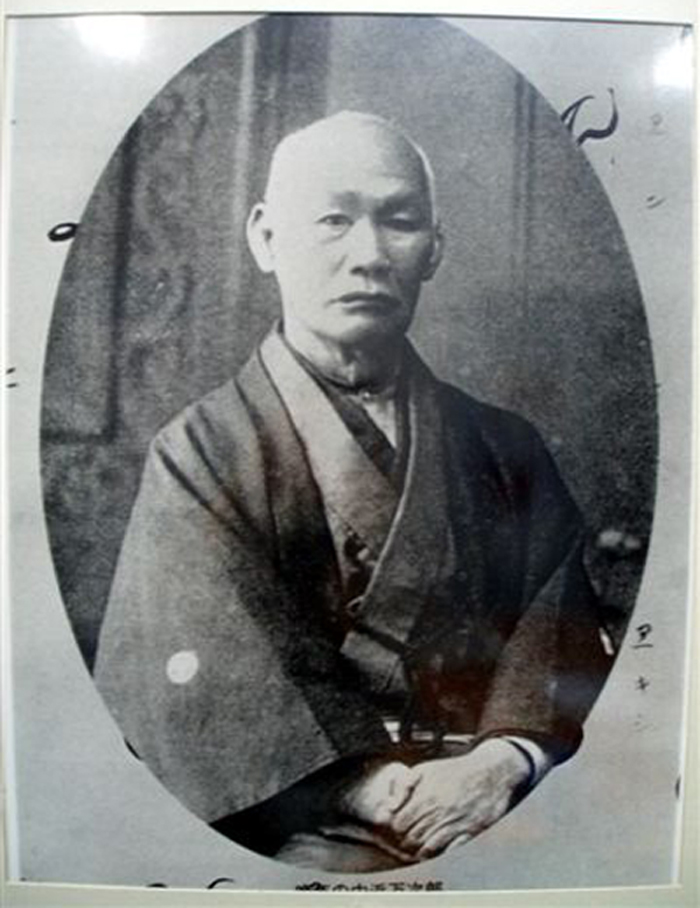
나카하마 만지로

위와같이 사실과 허위가 섞여있으며 막부가 260 제후를 결집하여 원정하려고 한다는 내용은 조슈 정벌 실패와 사쓰마군 출병의 거절, 쇼군 도쿠가와 이에모치의 급사 등으로 막부의 통제력이 급격히 없어지고 있었다는 사실과 반대되는 것이다.
또 조선의 조공 내용은 조선 통신사를 언급한 것이지만 이것은 대등외교였지 조공이 아니다. 하지만 일본측은 이를 조공사절로 보는 경향이 있었고 막부부터 다이묘들까지 조선입공(「朝鮮入貢」)이라고 불렀기 때문에, 또 조선측도 굳이 분쟁을 만들지 않기위해 묵인하고 있었기 때문에 조공으로 오해할 여지는 있다. 또 막말 국학과 미토학의 보급으로 고대 진구 황후의 삼한 정벌 등의 일화가 알려졌고 조선 멸시, 경시의 시선이 늘어갔다. 이는 이후 정한론으로 연결된다. 팔호순숙 기사는 조선에 대한 이런 일본의 견해를 반영한 것이다. 그러나 통신사 파견이 중단된 것은 조선측에 원인이 있는게 아니고 일본의 재정난에 원인이 있으므로 사실과 다르다.
이 시기 일본은 조선 공격이 아니라 프랑스, 미국과 조선사이의 분쟁을 조정하려고 했다. 쓰시마번은 1866년 막부에 일본 개국의 경험을 살려 조정을 하자고 제안했다. 이것은 팔호순숙 기사 게재 15일 전의 일이므로 팔호순숙이 고려할 수는 없는 사건이다. 이후 도쿠가와 요시노부는 외교권이 막부에 있음을 과시하기 위해 구미 열강들과 접촉을 자주 시도했으며 1867년에는 오사카성으로 프랑스 공사 호크를 초대하여 병인양요 관련한 프랑스-조선 관계의 화의 조정 의사를 전했고 가이코쿠부교(외교관) 히라야마(平山敬忠)를 정사로 메츠케 古賀謹一郎를 부사로 한 조선사절을 파견하라고 지시했다. 다음날 로슈에게 로주 이타쿠라 가쓰키요와 로주격 松平乗謨를 파견하여 협의했다. .
이런 정황이었기 때문에 막부는 조선 정부에 팔호순숙 기사를 부정하게 된다.

## 사건의 전개
팔호순숙 기사가 담긴 청나라 예부의 자문은 박규수를 통해 대동강 하구의 요새인 동율진(東津鎮)의 현장사령관까지 회람되었다. .
팔호순숙의 신문기사가 조선정부에 가장 자극적이었던 부분은 1) 조선이 일본에 조공을 계속해왔다는 것 2) 일본이 조선을 토벌하려했다는 것 이 두가지였다. 청을 종주국으로 하는 조선이 일본에 조공한다고 말하는 것은 잘못된 정보에 기초한 것일 뿐 아니라 청에 대한 충성심을 의심받는 결과가 될 수 있다. 그렇기 때문에 조선정부는 청에 대하여 조선이 일본에 조공한 적이 없으며 그 외의 다른 것들도 사실무근이라는 해명을 적어 청의 예부에 회답했다. 동시에 쓰시마를 통해 예조참판 이연응(李沇應)은 에도막부에게 팔호순숙의 발언과 조선정벌계획을 설명하라고 요구했다. 일본에 보낸 요구서에는 위의 두 부분 중에서 2)에 대한 막부의 책임을 물었고 1)에 대해서는 별로 언급하지 않았다.
이연응의 요구서는 4월 초순에 초량 왜관에 전달되어 쓰시마를 지나 교토로 전해진 뒤 5월 15일에 로주 이타쿠라 가쓰키요에게 제출되었다. 이타쿠라는 막부 각료들과 협의하여 6월 5일 대마도번주 소 요시아키라의 편에 회신을 보냈다. 팔호순숙은 정체불명의 사람(「何れの漂民ニ候哉」)이고 소속도 확인이 안되는 사람이다, 기사 역시 근거없는 얘기(「無稽之説」)라고 정식으로 부인하는 문서였다. 이타쿠라나 요시노부에겐 그냥 허위보도에 불과한 팔호순숙 기사였지만 앞서 적은 가이고쿠부교 히라야마의 사절단에게는 중요한 안건이었다. 이 건을 계기로 조선측에 사절파견을 타진하려고 했기 때문이다.
다음날 요시노부 측근의 메츠케인 原市之進에게서도 대마도번주에게 답변이 도착했다. "일본은 부국강병을 위해 해외에서 대포와 군함같은 무기를 구입중이어서 그런 헛소리[狂説]가 유포중인지도 모른다. 일본에서 사절을 보내 프랑스와의 조정을 시도하면 일본의 호의가 전해져 근거없는 망언도 녹아없어질 것."이었다. .
이 두가지 답변을 중심으로 쓰시마 번에서는 조선 예조에 회신을 작성했다. 기존 외교 노선에 따라 왜관을 통해 6월 29일 동래부사 정현덕(鄭顕徳)에게 제출되었다. 이렇게 막부가 조선정부측에 팔호순숙 기사를 전면부정하는 설명을 전달하였고 조선-일본 관계에서 팔호사건 자체는 종결되었다.
하지만 막부가 해명을 위한 사절단 파견제안까지 한 것은 조선측의 의심을 불러 기존에 사례가 없다는 말과 흉작, 역병유행 등의 사유로 거절당했다. 이타쿠라와 요시노부가 원했던 히라야마사절단(平山使節団) 파견을 계속 지연되어 결국 1867년 12월 20일에는 군함 반류마루에서 출발했지만 대정봉환 이후 긴박한 정세속에서 막부와 사쓰마군의 충돌 가능성이 높아졌기 때문에 오사카에서 자연스럽게 사라졌다.
막부가 공식적으로 팔호순숙의 발언을 부인하여 사건은 일단락되었다. 하지만 수개월 뒤 요시노부가 대정봉환을 했기 때문에 외교 당사자라는 막부가 사라졌다. 또 일본에 대한 청과 조선의 경계심은 계속 이어져 청일수호조약, 강화도 조약 체결에 이르기까지 유신기 일본의 외교에 여러 지장을 주었다. .

## 이후의 국제관계와 팔호사건

### 서계문제의 정체와 정한론
메이지 신정부 성립 후 조선과 일본 사이에 서계문제(「書契問題」)가 발생했다. 1868년 기존 외교경로였던 쓰시마 번을 통해 조선에 보낸 일본의 왕정복고를 알리는 국서에서 기존에 사용되지 않았던 인감이나 「左近衛少将」「朝臣」「皇」「勅」과 같은 생소한 문구가 포함되어있었다. 이러한 차이로 인해 여러 호칭등이 서로 안맞을 수 있어 조선측이 난색을 표하고 접수를 거부한 것이다. 신정부는 이후 판적봉환, 폐번치현을 진행했고 쓰시마 번도 소멸하여 대조선 협상 실무도 외무성으로 이관되었다. 야나가와 잇켄을 시작으로 지금까지 국서 위조까지 감행하며 양국의 화합을 시도했던 쓰시마 번이 사라지자 조선측도 태도가 강경하여 서계문제는 장기화했다. 1872년 외무성 권록 森山茂・広津弘信 등이 서계를 휴대하고 증기선 満珠丸로 조선에 갔을 때 병인, 신미양요나 팔호사건 등이 조선측의 경계심을 한껏 자극한 상태였어서, 역시 서계문제로 왜학훈도 안동준(安東晙)에게 거절당했다. 훗날 계유정변으로 대원군이 실각하고 대일개국파였던 박규수가 주도권을 쥐었는데도 서계문제는 해결되지 않았다. 이 사실이 일본에 알려지면 일본 내 사무라이들을 중심으로 정한론이 더 들끓게 되는 것이다. 1873년 10월에는 정한론 정변이 일어나 사이고 다카모리, 이타가키 다이스케 등이 참의를 사직하는 소동이나기도 했다. (메이지 6년 정변)

### 이홍장의 일본 인식 변화
한편, 1871년 청일수호조약이 체결되었다. 이홍장은 대일 협상을 하며 청나라측의 의도를 거의 관철시켰고 柳原前光를 대표로 하는 전권대사단에 호감을 품었다. 그러나 1873년 다시 일본의 조선 침략에 대한 우려를 표명하게 된다. 이홍장이 1873년 총리아문에 제출한 서한에는 일본이 고려(조선)에 조공을 요구한다고 적혀있는데 이것이 팔호사건을 말하는 것인지 서계문제를 말하는 것인지는 분명치않다. 이후 청일사이엔 타이완 침략 문제가 발생하지만, 그 와중에 1874년 흠차대신 심보정 총리아문과 이홍장은 프랑스인에게 들은 의견으로 일본이 대만 침략 이후 고려에도 출병하려는 중이라는 정보를 전하고있다. 총리아문은 팔호사건 때와 마찬가지로 즉시 이를 조선에 전해 프랑스, 미국과 협약을 체결하여 일본에 대항할 것을 권했다. 이 밀서는 조선 정부에 충격을 주었고 계유정변 후 배일정책을 포기시키는 요인이된다. 팔호사건 때도 그랬던 것처럼, 청나라 측은 영국과 프랑스 미국에서 얻은 최신 정보의 진위를 확인하지 않고 왜구와 임진왜란의 역사를 중시하고 잠재적으로 일본은 조선 침략 의도를 가지고 있으며, 청나라에 대한 위협이 될 수 있다고 판단하고 있음을 알 수 있다. 이 밀서에 대한 답변에는 조선측은 프랑스, 미국과의 조약을 맺고싶지 않고, 반대로 청나라가 프랑스, 미국, 일본 등의 각국에 이를 알려줄 것을 요청하지만 청나라가 이에 응할수는 없었다. .

### 강화도 조약 협상

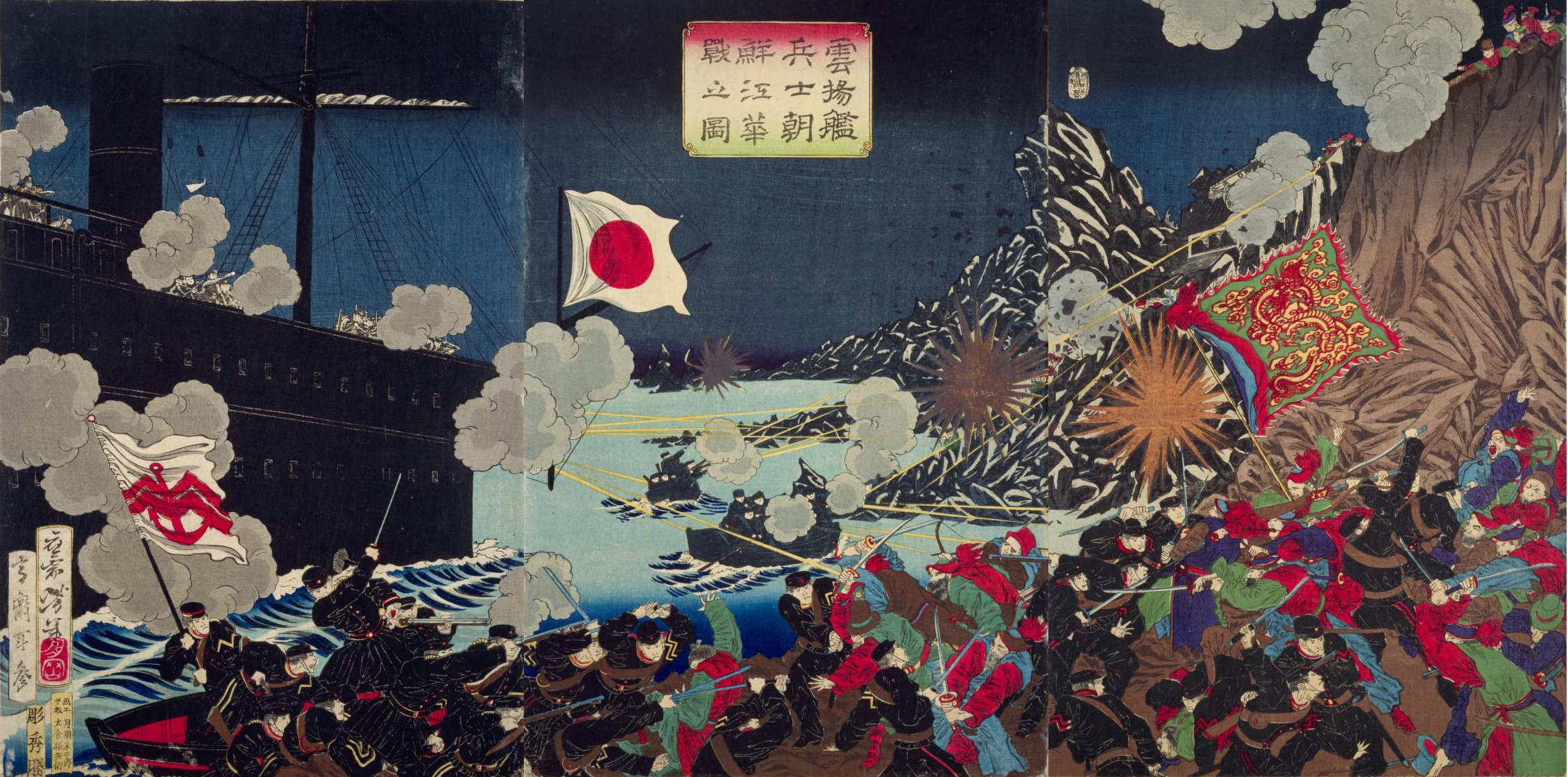
운요호 병사. 조선 강화도 전투도. (일본측 그림)

1875년 해결되지 않는 서계문제를 무력으로 해결하기 위해 일본이 강화도에 군함을 파견하여 교전한 운요호 사건이 발생했다. 사후 교섭을 위해 1876년 특명전권대사 구로다 기요타카, 부사 이노우에 가오루 등이 강화도에 파견되었다. 이 교섭자리에서도 십년전 팔호사건이 언급되었다. 박규수는 조선 측에 불리한 협상을 조금이라도 유리하게 하고 일본측과의 교섭속도를 조절하기 위한 장치로 팔호사건을 활용했다. 박규수는 대원군 정권때 팔호사건을 접한바 있어 이를 잘 알고있었다. 양국 전권이 앉아 이노우에 부사가 7년간의 서계문제를 따지자 조선측 전권인 신헌(申櫶)은 팔호순숙 기사(조선이 5년마다 조공을 했다는 오류 등)를 언급하며 일본측이 조선을 모욕하여 양국관계가 악화된 것이라고 반박했다. 이 회의를 대비하여 의정부가 제출한 자료에서도 이미 팔호순숙의 발언이 언급되었다. 일본측은 신문은 정부가 관여 할 수 있는 것이 아니며 각국의 신문은 자국 군주의 잘못을 지적하고 게재하는 경우도 있다. 팔호순숙의 헛소리에 대해서도 쓰시마 번주가 이미 해명한 바 있다고 다시 반박했다. 결국 조선측은 팔호사건 관련 내용은 더 이상 언급하지 않았다. 박규수가 가장 일본 친화적인 인물이었기 때문에 대원군 세력과의 대립을 억제하면서 이 협상을 타결시킬 생각이었다. 결과적으로 일본측의 주장대로 강화도 조약이 체결되었다. 이 협상과정에서 10년전의 신문기사에 불과한 팔호순숙의 발언이 다시 나왔다는 것은 특이한 일이다.

## 팔호순숙은 누구인가
이와같이 조선, 청, 일본 삼국간의 외교문제로까지 비화한 사건이고 그 시작은 팔호순숙이라는 수상한 일본인이 광저우의 신문에 기고한 정한론 관련 기사로부터였다. 실은 이 기사가 지금까지원문이 발견되지 않았다. 지금 전해지는 내용은 청의 총리아문에 의한 인용문 뿐이며 과연 그런 기사가 정말 있었는지, 실제 일본인이 쓴 기사인지, 팔호순숙이라는 인물이 누구인지 확실한 것이 없다.
田保橋潔의 근대일조관계의 연구 『近代日鮮関係の研究 上巻』（1940年）에서는 이 기사가 중외신문『中外新聞』 12월 12일자에 게재되었다고 한다. 하지만 당시 광동에는 그런 신문이 없었다. 曽虚白의 중국신문사『中国新聞史』를 보면 중외신문은 광저우가 아닌 닝보시에서 발행된 신문이다. 비슷한 이름의 중외신문칠일보『中外新聞七日報』라는 신문이 있으나 이 역시도 1871년 창간이므로 1866년에는 없었던 신문이다. 그 외에 당시 신문이 몇종 있지만 모두 광저우가 아닌 홍콩 발행 신문이었으며 그 신문들에도 이 기사는 없다. 청나라 예부에서 조선에 보낸 신문 5건도 신문 이름과 날짜가 기재되어있지 않다. .
한편 팔호순숙이라는 인물에게는 더 많은 의혹이 있다. 당시 홍콩에 거주하던 일본인들 중에 그런 이름의 기록은 없다. 또 일본측 동시대 어떤 사료에도 등장하지 않고 심지어 이름 읽는 법도 제대로 알지못한다. 1867년 막부로부터 상하이에 파견된 조사단의 名倉予何人등이 당시 상하이에 체제하는 팔호순숙에게 접촉했다고 하는데 그 상세한 내용은 모른다.
한편 煙山専太郎의 정한론 실상『征韓論実相』（1907年）이라는 책을 보면 "우리 규슈 사람 하치노헤라는 자가 상하이에 있어 일본정부에 비의(此議)가 있다고 들어 과장되고 경솔하게 청나라 신문에 투서한지라" 등의 기술이 있어 그는 규슈 출신이고 막말에 일시적으로 미국에 체제한 뒤 상하이의 신문에 투서한 사람으로 추정된다. 규슈에는 휴가국(현 미야자키현) 북부에 야토(八戸)라는 지명이 존재하지만 팔호순숙과의 관련은 불분명하다(니시우스키군 히노카게정). 또한 田保橋의 근대일조관계의 연구 『近代日鮮関係の研究』에서는 구 막부 신하의 말로 "대관 수대 하치노헤(八戸厚十郎)의 셋째아들로 이후 성을 대양사(大陽寺?)로 고친 뒤 메이지 유신 때, 고즈케국 다카사키번의 신하가 되어 번제 개혁에 참여하고 이후 도쿄부와 다른 지방의 관리가 되었다. 막말에 여러번 유럽에 갔던 경험이 있다."는 증언도 있다. 저 책은 다른 부분은 출전 등을 열심히 밝힌 명저이지만 유독 이 인용은 출처를 제대로 밝히지 않았다. 이런 정보를 종합해봐도 막말, 메이지 초기에 걸쳐 유럽에 다녀온 일본인의 기록 중에서 규슈 출신의 팔호순숙이라는 이름을 가진 인물은 전혀 없다.
한편 이시기에 일본에서 홍콩으로 건너간 하치노헤 성을 가진 인물로 八戸喜三郎라는 사람이 있다. 요코하마 영국총영사관이 있는 잉글랜드 성공회 목사인 벡워스 베일리가 발행하던 목판본 일본어신문 만국신문『万国新聞』에 따르면 야토 키사부로(八戸喜三郎)는 홍콩에 살고 하치조섬 표류인을 위해 노력한 인물이다. 게이오 3년 일본 제번의 사무라이 70명과 함께 남경 금릉에 가서 지나정부로부터 사관(士官)에 임명되었다. 영어에 능해 대화만 보면 영국인으로 오해받을 수준이었다.
또 미국 총영사관 서기생으로 후에 하와이로 간 일본인 이민자들인 "원년자"에 관여된 네덜란드계 미국 상인 밴 리드가 1865년 지병인 결핵 요양을 위해 샌프란시스코에 귀국할 때 야베 키사보로(八戸喜三郎, ヤベ キサボロー)라는 일본인이 동행했다. 위의 야토 키사부로와 동일인이라 생각된다. 그들은 하와이에 기항한 후 샌프란시스코에 도착했다. 밴 리드가 샌프란시스코에서 요양차 머무는 동안 그의 고향인 레딩을 방문하고 롱아일랜드에 있는 교도소를 견학한 뒤 홍콩 이주 후에 미국 감옥에 대한 보고서를 기고하고 "내가 일전에 밴 리드라는 자의 인도로 그 나라에 가서 실제로 본 바에 따르면..."으로 시작하는 기사를 실은 적도 있다. 1866년 밴 리드와 야토는 샌프란시스코에서 하와이를 경유하여 일본으로 돌아오지만 배가 웨이크섬 앞바다에서 좌초되고 두사람이 타고 탈출한 보트가 괌에 도착하여 구사일생으로 살아남았다고 한다. 이후 밴 리드는 요코하마에 도착하였다. 이상을 종합하면 야토 키사부로는 1865년에 미국에 갔고 1866년 일본 귀국시 표류했으며 1867년 난징에 이주하여 종종 신문에 기고했던 인물이 된다. 1866년말 광저우에 신문에 투고하고 다음해 상하이에서 막부 사절과 접촉했다는 하치노헤의 행동과는 조금 차이가 있지만 李相哲는 팔호순숙이라는 인물이 야토 키사부로의 필명이고 영자신문 차이나 메일내 중국어 기사를 싣는 중외신문「中外新聞」이라는 코너가 있어 그곳에 팔호순숙 기사가 실린 것이라고 추측하였다.
한편,姜範錫은 팔호순숙의 정체를 일본계 미국인인 하마다 히코조(浜田彦蔵, 죠셉 히코)라 추측한다. 하마다는 요코하마에서 영자신문을 번역한 해외신문『海外新聞』을 발행했고, 해외 신문기사에 상세했다고 한다. 팔호순숙 기사에서 나카하마 만지로의 이름이 거론된 바도 있고 비슷하게 미국에 건너가 체제한 적이 있다는 공통점도 있어 하마다라면 그런 기사를 언급했을 가능성이 높다. 또 그의 영어이름 죠셉 히코와 팔호순숙(八戸順叔)의 발음(ハッコ ジュンシュク)의 유사성도 있다. 물론 억지로 가져다붙인 느낌이 강하다.
청나라의 외교기관인 총리아문이 아무것도 없는 사건을 날조했다고 보긴 어렵고 그 즈음 홍콩, 난징, 상하이 등 항구도시중 하나에 머물던 인물이 쓴 어떤 기사는 있었다고 추정된다. 하지만 팔호순숙이라는 인물이 누구인지 알 수 없고 또 기사 원문 역시도 발견되지 않아 주의가 필요하다.
현재 아오모리현에 하치노헤시라는 곳이 있는데 쓰가루 번 쓰가루 씨가 지배했고 그들은 쓰가루 유키쓰구(津軽順承)처럼 순順이라는 한자가 명승에 많이 보인다. 쓰가루 쓰구미치(津軽承叙)라는 숙叙이 들어간 이름도 있다. 현재의 하치노헤시는 당시 모리오카번 난부씨의 하위번인 하치노헤번 지배 지역이며, 쓰가루 씨와는 관계가 없다. 당시 쓰가루 번 지역에도 하치노헤 성을 가진 인물 존재했을 가능성은 있다.

### 보충 설명
1. ↑  본문 중에 통용되는 「八戸順叔」이라는 이름은 읽는 방법이 불분명하여 일본어 문서에서도 주로 한자가 노출되고 음독으로 읽는다. 한국식 음독으로는 팔호순숙으로 읽을 수 있으며 조선왕조실록에도 팔호사건으로 언급되고 있으므로 본문에서는 팔호순숙, 팔호사건으로 통칭한다.
2. ↑  礼部は中国の伝統的な行政機関「六部」の一つで、朝鮮や安南・琉球など朝貢国との外交を司る役所である。それに対し第二次アヘン戦争後に設立された総理各国事務衙門は、英・仏・米など近代的な条約を締結した「有約通商之国」との外交（=洋務）を扱った。総理衙門設立後も、朝鮮などの朝貢国への文書は従来通り、礼部から発せられる咨文という形式がとられた。朝貢国・有約通商之国のどちらにも属さない日本は、「無約通商之国」を目指して清と交渉中であった（詳細は広東システム#総理衙門創設と上海システムを参照）。
3. ↑   田保橋潔가 근대일조관계연구(『近代日鮮関係の研究』)에서 "조선관련 내용은 완전 사실무근이며 왜 그런 유언비어를 날조했는지 이해하기 곤란하다."라고 적었다.
4. ↑  李鴻章が初めて出会った日本人は、1870年に日清修好条規の交渉のために渡清した外務大丞柳原前光らであったと思われる。佐々木2000、24頁。
5. ↑  나마무기 사건부터 사쓰에이 전쟁 간의 경위를 지칭
6. ↑  この新聞照録5件のうち、3件は丙寅洋擾（フランス）関連、2件が八戸記事関連であった。
7. ↑  八戸の記事が掲載されたのとほぼ同時期に将軍となった徳川慶喜は、就任以前から京都に長期滞在しており、在任中江戸へ戻ることはなかった。
8. ↑  原田1997、141頁は、八戸の記事が載った新聞を『中外新聞七日報』としている。
9. ↑  『国際人事典』は、八戸喜三郎の読みを「やと きさぶろう」としている。

## 같이 보기
- 병인양요
- 조선의 일본 국서 거부
- 운요호 사건
- 총리각국사무아문
- 정한론
- 조선 통신사
- 왜관
- 강화도 조약